# Parti chrétien-démocrate

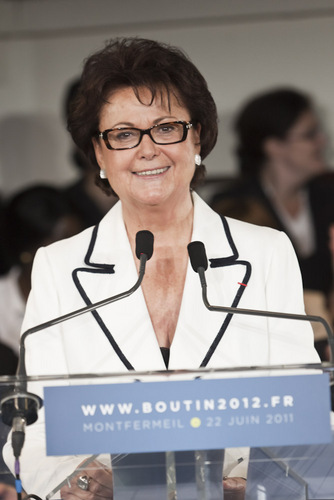
Christine Boutin in 2012

De Parti Chrétien-Démocrate PCD, Nederlands: Christendemocratische Partij, is een politieke partij in Frankrijk, die een christendemocratisch beleid voert. Er zijn alleen nog in de regionale politiek leden actief.
Jean-Frédéric Poisson is sinds 14 november 2013 de voorzitter.

## Geschiedenis
De Parti Chrétien-Démocrate werd op 20 juni 2009 opgericht als opvolger van het Forum des républicains sociaux FRS, Forum van de Sociale Republikeinen, dat in maart 2001 door Christine Boutin werd opgericht.
De PCD, voorheen FSR, voerde een rechtse politiek, was onderdeel van de Union pour un mouvement populaire UMP en maakte deel van het Comité de liaison de la majorité présidentielle uit, waar onder andere ook de Parti radical en Les Progressistes lid van waren. Toen Nicolas Sarkozy bij de presidentsverkiezingen van 2012 niet werd herkozen, hield dit comité op te bestaan. De partij was in de oppositie tegen François Hollande, die van 2012 tot 2017 de president van Frankrijk was, onderdeel van de Groupe Les Républicains.
Christine Boutin werd in 2013 ere-voorzitter van de Parti chrétien-démocrate.
De partij zei in 2015 dat er 10.000 leden waren.
De Parti chrétien-démocrate is sinds de presidents- en parlementsverkiezingen van 2017 niet meer in het parlement vertegenwoordigd.

## Standpunten
De Parti chrétien-démocrate is een christendemocratische en progressieve partij. De partij is er voor onder alle omstandigheden het leven vanaf de conceptie tot aan de natuurlijke dood te beschermen en vindt dat het huwelijk voorbehouden moet blijven voor de verbintenis tussen man en vrouw. De PCD was in 2005 tegen het voorstel van Europese grondwet, omdat de voorgestelde tekst niet verwees naar de joods-christelijke cultuur in Europa verwees en naar hun mening het karakter van de voorgestelde grondwet te neoliberaal was. De PCD keert zich tegen een extreem economisch liberalisme en stelt daar een sociaal-christelijk beleid tegenover.

## Voetnoten
1. ↑  (fr)  Le Figaro. Boutin crée le Parti chrétien-démocrate, 20 juni 2009.
2. ↑  (fr)  Avec 6.000 adhérents, EELV compte moins d’adhérents que le Parti chrétien démocrate, 4 mei 2016.

UMP en gelieerde partijen:
Union pour un mouvement populaire (UMP) · Parti chrétien-démocrate (PCD) · Parti Radical (PR) · Les Progressistes
Partijen onafhankelijk van de UMP:
Chasse, Pêche, Natur et Traditions (CPNT) · La Gauche moderne (LGM) · Mouvement pour la France (MPF) · Les Centristes (LC)
Samenstelling per 27 juli 2019 
 De deelnemende partijen met de meeste zetels worden genoemd, alleen de partijen met een enkele zetel binnen de fractie ontbreken.